# Mureba
Mureba är ett vattendrag i Burundi.   Det ligger i provinsen Bururi, i den sydvästra delen av landet, 70 km sydost om huvudstaden Bujumbura.
Omgivningarna runt Mureba är en mosaik av jordbruksmark och naturlig växtlighet. Runt Mureba är det ganska tätbefolkat, med 166 invånare per kvadratkilometer.